# ماتورین مورو
ماتورین مورو (انگلیسی: Mathurin Moreau; ۱۸ نوامبر ۱۸۲۲ – ۱۴ فوریهٔ ۱۹۱۲) مجسمه‌ساز، و سیاستمدار اهل فرانسه بود.
وی همچنین برندهٔ جوایزی همچون لژیون دونور (افسر) شده‌است.